# Фаут (лунный кратер)
Кратер Фаут (лат. Fauth) — небольшой ударный кратер в северо-восточной части Моря Островов на видимой стороне Луны. Название присвоено в честь немецкого астронома Филиппа Фаута (1867—1941)  и утверждено Международным астрономическим союзом в 1935 г. 

## Описание кратера
Ближайшими соседями кратера Фаут являются кратер Гортензий на западе; кратер Коперник на севере; кратер Гамбар на юго-востоке и кратер Рейнхольд на юго-западе. На востоке от кратера расположен Залив Зноя. Селенографические координаты центра кратера 6°14′ с. ш. 20°08′ з. д. / 6,23° с. ш. 20,14° з. д., диаметр 11,9 км, глубина 1970  м.
Кратер Фаут имеет циркулярную чашеобразную форму, его южная часть перекрыта сателлитным кратером Фаут A (см. ниже). Внутренний склон вала гладкий. По всей вероятности является вторичным кратером возникшим при образовании кратера Коперник.

## Сателлитные кратеры
| Фаут | Координаты                                          | Диаметр, км |
| ---- | --------------------------------------------------- | ----------- |
| A    | 5°59′ с. ш. 20°11′ з. д. / 5,98° с. ш. 20,19° з. д. | 8,7         |
| B    | 5°48′ с. ш. 19°19′ з. д. / 5,8° с. ш. 19,32° з. д.  | 3,5         |
| C    | 5°14′ с. ш. 18°51′ з. д. / 5,23° с. ш. 18,85° з. д. | 3,9         |
| D    | 6°00′ с. ш. 18°28′ з. д. / 6° с. ш. 18,46° з. д.    | 3,8         |
| E    | 5°23′ с. ш. 20°43′ з. д. / 5,39° с. ш. 20,72° з. д. | 2,5         |
| F    | 5°24′ с. ш. 17°27′ з. д. / 5,4° с. ш. 17,45° з. д.  | 2,5         |
| G    | 5°15′ с. ш. 16°16′ з. д. / 5,25° с. ш. 16,27° з. д. | 3,0         |
| H    | 4°47′ с. ш. 16°13′ з. д. / 4,78° с. ш. 16,22° з. д. | 3,8         |

## См.также
- Список кратеров на Луне
- Лунный кратер
- Морфологический каталог кратеров Луны
- Планетная номенклатура
- Селенография
- Минералогия Луны
- Геология Луны
- Поздняя тяжёлая бомбардировка